# Vârful Domogledul Mare, Munții Mehedinți
Vârful Domogledul Mare este un vârf din Munții Mehedinți. Are o înălțime de 1105 m. Acesta se află în 
Parcul Național Domogled - Valea Cernei.